# Cerbaia in Val di Pesa
Cerbaia in Val di Pesa è una frazione del comune di San Casciano in Val di Pesa. È bagnata dai torrenti Pesa e Sugana, oltre che dal fosso Ermelino. Distante dal capoluogo comunale circa 7 km in direzione nord-ovest, è la seconda frazione più popolosa del territorio comunale con circa 1 600 abitanti.

## Storia
La sua storia è legata al ponte che la Signoria di Firenze fece costruire nel 1295 per oltrepassare il fiume Pesa, "Il ponte di Cerbaia, in luogo del guado etrusco, sulla antica Volterrana, fu costruito dagli stessi Acciajoli sul finire del Duecento" anche se le ipotesi circa la costruzione del suo primo nucleo sono molteplici. Tra le più accreditate è anzitutto da menzionare quella secondo cui la zona era una riserva di caccia delle nobili famiglie fiorentine: tale ipotesi spiegherebbe anche la genesi del nome del paese, trattandosi di una zona popolosa di cervi, da cui "Cervaia", quindi "Cerbaia". Altra ipotesi è connessa a un suo possibile ruolo di snodo stradale: Cerbaia è infatti un crocevia di strade che portano a Firenze e Volterra (la Via Volterrana), Pisa (via Empolese) e Siena (oggi Strada Provinciale 12). Sembra che la zona oggi corrispondente all'abitato sia stata sede di un accampamento creato dall'esercito del Sacro Romano Impero durante la campagna italiana dei primi anni del 1300.
Nel 1520, presso Cerbaia in Val di Pesa, morì per mano dei fiorentini il condottiero di ventura Rinieri della Sassetta.

## Luoghi di interesse storico
Luogo di interesse storico è il Castellare, prossimo al centro abitato di Cerbaia nonostante rientri nella circoscrizione comunale di Scandicci: un tempo castello, fu assediato dalle truppe del Sacro Romano Impero nel 1312. A seguito della vittoria delle truppe imperiali il Castellare venne abbattuto e, in un momento successivo, riedificato. La funzione di tale costruzione cambiò tuttavia in maniera definitiva: non più un edificio a scopi difensivi ma abitativi. Proprio da questo viene il nome "Castellare" usato per indicare antichi castelli in rovina. In paese, all'interno di un abitato situato in via Volterrana, c'è un affresco del  primo XV secolo dipinto secondo Giorgio Vasari da Lorenzo di Bicci e raffigurante lo Sposalizio di Santa Caterina d'Alessandria. In realtà Vasari si sbaglia, parlando di Lorenzo di Bicci, ma elencando le opere del figlio, Bicci di Lorenzo.  Poco fuori dall'abitato, in direzione San Casciano, fu consacrata nel 1019 la Pieve di San Giovanni in Sugana.
A Cerbaia nel 1915 fu inaugurata la chiesa di Santa Caterina d'Alessandria, la cui costruzione fu voluta dal conte Lorenzo Bini Smaghi alla fine del XIX secolo. L'esterno è estremamente semplice, con un campanile in laterizi in stile neo-medievale e un portico in facciata in arenaria sempre dal carattere neo-medievale (quest'ultimo aggiunto nei primi anni 2000). L'interno è neo-gotico, con un'unica navata chiusa da un'abside poligonale ornata da dipinti di Angelo La Naia (eseguiti negli anni Cinquanta del XX secolo) e da pregevoli vetrate anch'esse neo-gotiche realizzate nei primi anni Settanta del XX secolo dalla ditta Rodolfo Fanfani). Appena entrati sulla sinistra è presente un fonte battesimale completamente rivestito da piastrelle variopinte, dal tardo gusto art-déco.